# Amour et Mort dans le jardin des dieux
Pour plus de détails, voir Fiche technique et Distribution.
Amour et Mort dans le jardin des dieux (Amore e morte nel giardino degli dei) est un giallo italien écrit et réalisé par Sauro Scavolini, sorti en 1972.

## Synopsis
Un ornithologue allemand âgé, Martin, s'installe dans une villa isolée située à l'intérieur d'un grand parc afin de mener à bien ses études sur différents oiseaux. Lors d'une promenade nocturne, il découvre par hasard des bandes magnétiques chiffonnées. Intrigué par sa découverte, il se met en tête de les nettoyer puis à les écouter grâce à son magnétophone. Il y découvre différentes séances de psychanalyse de l'ancienne propriétaire de la demeure, Azzura. En les rembobinant pour les écouter, malgré lui, le vieil homme assiste à un drame conjugal raconté par la défunte qui s'est conclu par son meurtre.
Abandonnés depuis leur tendre enfance, depuis la mort de leur père en Afrique et l'absence de leur mère, Manfredi et sa sœur Azzura sont inséparables. Il s’est même tissé entre eux un lien presque incestueux où l'amour et la haine se mêlent. Mais leur proximité est perturbée lorsque Azzura épouse un célèbre pianiste, Timothy. Son frère ne supporte pas leur séparation et tente de l'oublier avec une autre femme, Viola. Mais Timothy découvre que le supposé frère d'Azzura est un imposteur. Simple fils de paysans, Manfredi a remplacé l'héritier mort-né de la famille d'Azzura. Celle-ci, dépressive et suicidaire, se rapproche de Viola et, pendant ce temps, Manfredi, de plus en plus en proie à une jalousie « incestueuse » et incontrôlable, décide d’éliminer tous ceux qui « tournent » autour d’Azzura, y compris son confident Martin, l’ami psychanalyste de Timothy.

## Fiche technique
- Titre original : Amore e morte nel giardino degli dei
- Titre français : Amour et Mort dans le jardin des dieux
- Réalisation :  Sauro Scavolini
- Scénario : Sauro Scavolini d'après une histoire de Anna Maria Gelli
- Montage : Francesco Bertuccioli
- Musique : Giancarlo Chiaramello
- Photographie : Romano Scavolini
- Production : 	Armando Bertuccioli et Romano Scavolini
- Société de production : Lido Cinematografica
- Société de distribution : Indipendenti Regionali
- Pays d'origine :  Italie
- Langue originale : italien
- Format : couleur
- Genre : giallo
- Durée : 89 minutes
- Date de sortie : 
  -  Italie : 4 décembre 1972

## Distribution
- Erika Blanc : Azzurra
- Peter Lee Lawrence : Manfredi
- Ezio Marano : Martin
- Orchidea de Santis : Viola
- Rosario Borelli (crédité comme Richard Melville) : Timothy
- Franz von Treuberg : l'ornithologue
- Vittorio Duse : le locataire de la villa
- Bruno Boschetti
- Carla Mancini